# Vacas (Villalba)
Vacas es un barrio ubicado en el municipio de Villalba en el Estado Libre Asociado de Puerto Rico. En el Censo de 2010 tenía una población de 4049 habitantes y una densidad poblacional de 332,84 personas por km².

## Geografía
Vacas se encuentra ubicado en las coordenadas 18°9′12″N 66°28′35″O / 18.15333, -66.47639. Según la Oficina del Censo de los Estados Unidos, Vacas tiene una superficie total de 12.17 km², que corresponden a tierra firme.

## Demografía
Según el censo de 2010, había 4049 personas residiendo en Vacas. La densidad de población era de 332,84 hab./km². De los 4049 habitantes, Vacas estaba compuesto por el 84.02% blancos, el 7.76% eran afroamericanos, el 0.35% eran amerindios, el 0.02% eran asiáticos, el 4.12% eran de otras razas y el 3.73% pertenecían a dos o más razas. Del total de la población el 99.65% eran hispanos o latinos de cualquier raza.